# Révolte des Masques Armés
 (septembre 2023).
La Révolte des Masques armés a eu lieu dans les années 1782 et 1783, à la limite du Gard et de l'Ardèche. Ces événements ne relèvent ni du banditisme ni de la révolte de masse mais plutôt d'une fronde diffuse. 
Jean Régnè, archiviste de l'Ardèche au début du XXe siècle, reprend dans sa brochure différentes sources : une relation des événements par Marius Tallon, bourgeois des Vans, et la version du comte de Dampmartin, chargé du maintien de l'ordre. 

## Contexte
Un mécontentement persiste contre les procureurs, les magistrats et les notaires.
Un rapprochement peut être fait avec des événements survenus en 1735 à Joyeuse, où une troupe d'hommes en armes également masqués avaient dévalisé un receveur des impôts.

## Faits
Ils sont survenus dans la région comprise entre Saint-Ambroix et Les Vans, et jusqu'à Lablachère.
Des hommes masqués ou barbouillés de suie, revêtus de chemises par-dessus leurs habits, investissent l'habitation d'un homme de loi, dispersent ou brûlent ses papiers, prennent quelques biens.

« Dès le mois de juin 1782, il parut une bande de masque[s] au Malpas, sur le chemin des Vans à Banne, qui arrêtèrent un diné, que fesoit porter un avocat, nommé par M. le comte du Roure pour être juge de Banne ; ils firent signe au juge et aux procureurs de s'en retourner, ce qu'ils firent et les masques mangèrent le diner.
Environ huit jours après, deux procureurs des Vans allant à l'audience à Banne, furent au même lieu accueillis de quelques coups de fusil, toujours par des gens masqués ; ils retournèrent bien vite sur leurs pas.
On ne fit pas grand cas de ces deux levées de boucliers ; tout paroissoit tranquille ; mais dans le mois de janvier 1783, on tenoit des propos, on disoit qu'il faloit brûler les papiers des procureurs et on les en menaçoit dans toutes les occasions. »

## Épilogue
La troupe, envoyée par le comte de Périgord, commandant pour le Languedoc, qui siège à Montpellier, sous les ordres M. de Dampmartin, procède à l’arrestation des meneurs, à leur jugement à Villeneuve-de-Berg et à trois exécutions place de la Grave aux Vans, qui remettent les choses en ordre.
Le roi amnistie les coupables survivants en 1784.
Cependant, dans les années suivantes et pendant la Révolution, certains actes de banditisme ont pu être attribués à d’anciens membres de cette bande.
Albin Mazon fait état d'une véritable chouannerie dans la région de Largentière